# Ліктор

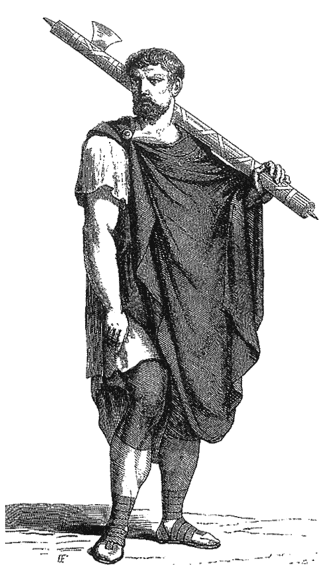
Ліктор з фасціями.

Лі́ктор (лат. lictor) — адміністративний функціонер у Стародавньому Римі.

## Історія
Згадується в історії з часу правління в Римі етруських царів (VII століття до н. е.). Спочатку ліктори були виконавцями розпоряджень магістратів, пізніше здійснювали лише охоронні й парадні функції при них, які полягали в супроводі вищих магістрів, бувши озброєними фасціями. Ліктори призначалися здебільшого з числа вільновідпущеників. Кількість супроводних лікторів прямо залежала від посади супроводжуваної особи:
- весталка мала 1 ліктора;
- еділ мав 2 лікторів;
- претор мав 6 лікторів (2 в межах померія);
- проконсул — 11;
- консул — 12 (6 в межах померія);
- диктатор — 24 (12 в межах померія, за винятком Сулли і Юлія Цезаря);
- Імператор у I—II століттях — 24.

Ліктори також були виконавцями смертного вироку над римськими громадянами.